# Joana D'Arc Félix de Souza
Joana D'Arc Félix de Souza (sinh ngày 22 tháng 10 năm 1963) là một nhà hóa học và nữ giáo sư người Brazil tại Escola Técnica Estadual.

## Tuổi thơ và giáo dục ban đầu
Félix de Souza được sinh ra ở Franca. Cô là con gái của một người giúp việc và một thợ thuộc da. Cô theo học trường Torquato Caleiro ở Franca. Cô tập trung học môn hóa học, và học xong trung học ở độ tuổi 14. Cô đã tham dự kỳ thi tuyển sinh đại học và được mời vào học tại Đại học Campinas. Félix de Souza có bằng cử nhân, thạc sĩ và tiến sĩ tại Viện Hóa học của Đại học Campinas.

## Nghiên cứu và sự nghiệp
Cô được bổ nhiệm vào Escola Técnica Estadual với tư cách là một giáo viên vào năm 2008, nơi cô làm việc trên xi măng dựa trên xương. Từ việc sản xuất giày dép ở Franca, 218 tấn nguyên liệu được chuyển đến bãi rác mỗi ngày. Các nhà nghiên cứu trong phòng thí nghiệm của cô đã tạo ra các loại phân bón hoạt động bằng chất thải từ ngành công nghiệp da. Nghiên cứu của cô trên da lợn đã được trưng bày tại Bảo tàng Ngày mai.

## Tranh cãi
Vào tháng 5 năm 2019, một số tờ báo cho biết Joana đã tuyên bố sai về việc đã kết thúc bằng sau tiến sĩ tại Đại học Harvard. Ngoài ra, những nghi ngờ được đặt ra về việc cô có thực sự học hết cấp ba và đăng ký học đại học ở tuổi 14.